# Dialectische gedragstherapie
De dialectische gedragstherapie (DGT)  (zie dialectica) of linehantherapie is een therapie voor mensen met een ernstige borderlineproblematiek. De aanpak is ontwikkeld door de Amerikaanse therapeute Marsha Linehan. In 1995 werd deze methode in Nederland geïntroduceerd door Wies van den Bosch en oorspronkelijk alleen gegeven in de Jellinek kliniek in Amsterdam. Na een proefperiode is de methode in 2007 ook op diverse andere plekken in Nederland en Vlaanderen te volgen. Dialectische gedragstherapie wordt gezien als evidence-based medicine.

## Doel van de therapie
DGT heeft als doel het aanleren van verschillende vaardigheden om zo goed mogelijk op problemen te reageren. De therapie is voornamelijk gekoppeld aan problemen die kenmerkend zijn voor iemand met een BPS, zoals bijvoorbeeld relationele problemen, gedrags- en impulsbeheersing, instabiele identiteit, emotioneel labiel zijn en cognitieve stoornissen. Kort samengevat leert de patiënt zijn gedrag en gedachten te 'managen'. Patiënten leren zich bewust worden van de manier waarop zij reageren, denken en voelen, en hier effectief op te reageren.

## De behandeling
De behandeling bestaat uit twee onderdelen, namelijk een individuele psychotherapie en een groepstraining psychosociale vaardigheden. Deze vaardigheden zijn gericht op: het goed waarnemen van zichzelf (kernoplettendheid), interpersoonlijk functioneren (intermenselijke effectiviteit), emotieregulatie en het omgaan met crisis.
Deze twee onderdelen worden apart aangeboden en dit is van essentieel belang. De individuele psychotherapie is er voor het proces en daarbij is er ruimte voor crises en de gebeurtenissen van de dag. Dit maakt dat de vaardighedentraining zich kan concentreren op het aanleren en oefenen van de vaardigheden. Het toepassen van deze vaardigheden zal voortdurend door de individueel therapeut benadrukt worden. De therapeutische relatie wordt gekenmerkt door het feit dat de therapeut optreedt als coach voor de patiënt en niet voor de omgeving van de patiënt.

## Plaatsbepaling binnen psychotherapie
DGT is een vorm van gedragstherapie, die zich specifiek richt op de behandeling van symptomen die horen bij ernstige persoonlijkheidsstoornissen, zoals zelfbeschadigend en (para)suïcidaal gedrag bij mensen die lijden aan een borderlinepersoonlijkheidsstoornis. Het is ontstaan als alternatief voor cognitieve gedragstherapie(CGT), die niet effectief genoeg bleek bij ernstig zelfbeschadigend gedrag.
Omdat er in DGT een grote plaats is voor concepten als mindfulness en radicale acceptatie, en niet primair gericht is op verandering van inhoud van cognities maar op het leren omgaan met cognities en emoties, wordt DGT wel geschaard onder de zogenaamde derde generatie gedragstherapie. De therapie heeft sterke overeenkomsten met Acceptance and Commitment Therapy(ACT).

## Modules
De therapie bestaat uit vier modules: kernoplettendheid, intermenselijke effectiviteit, emotieregulatie en het verdragen van crisis.

### Kernoplettendheidsvaardigheden
Oplettendheidsvaardigheden staan centraal binnen de DGT (vandaar de toevoeging kern). Het zijn de vaardigheden die het eerst geleerd worden. Kernoplettendheid is een vertaling van de term mindfulness en is afkomstig uit het Zen-boeddhisme. Het kan het best beschreven worden als “met volledige, niet-oordelende overgave op een taak of activiteit gericht zijn”. Dit kan een gerichtheid betekenen op de taak of activiteit zelf of juist een geconcentreerdheid op eigen belevingen en lichamelijke gewaarwordingen. Alle oordelen over de activiteiten of belevingen dienen te worden losgelaten of verminderd.

### Intermenselijke effectiviteit/vaardigheden
De intermenselijke reactiepatronen die in de DGT-vaardigheidstraining geleerd worden vertonen veel overeenkomsten met de vaardigheden die geleerd worden in veel assertiviteitstrainingen en trainingen voor het oplossen van intermenselijke problemen. In deze module worden effectieve strategieën geleerd om "te vragen wat je nodig hebt", om "nee te kunnen zeggen" en te kunnen omgaan met intermenselijke conflicten.

### Emotieregulatievaardigheden
In deze module wordt de betekenis en de functie van emoties geleerd en hoe deze emoties kunnen worden herkend en benoemd. Er wordt aandacht besteed aan het verminderen van emotionele kwetsbaarheid door bijvoorbeeld gezond te leven en te stoppen met het onjuist gebruik van middelen. Het aantal positieve ervaringen en gevoelens kan toenemen omdat er gewerkt wordt aan het vermeerderen van prettige gebeurtenissen.

### Crisisvaardigheden
Het gaat hier om het leren verdragen en overleven van crisissituaties door gebruik te maken van vaardigheden als concentratie, afleiding zoeken en ontspanning. Het maken van een crisissignaleringsplan kan onderdeel zijn van deze module.

## Effectiviteit
Uit Nederlands onderzoek, uitgevoerd door het Trimbos-instituut, is DGT effectief gebleken als behandeling voor het verminderen van (para)suïcidaal gedrag bij specifieke groepen patiënten met een borderlinepersoonlijkheidsstoornis. Er komen minder zelfverminkingen en suïcidepogingen voor, minder patiënten verlaten voortijdig de therapie. Ook is het psychosociaal functioneren een jaar na aanvang van de therapie beter dan bij een controlegroep. Over effectiviteit op de langere termijn doet het instituut geen uitspraak. De effectiviteit van DGT is in internationaal onderzoek uitgebreid onderzocht bij borderlinepersoonlijkheidsstoornis alleen, BPS in combinatie met drugsgebruik, borderline bij vrouwelijke oorlogsveteranen met BPS-kenmerken en in groepsverband bij eetstoornissen of op individuele basis.